# よろしくメカドック
『よろしくメカドック』は、次原隆二による日本の漫画、およびそれを原作としたテレビアニメ。

## 概要
それまでのスーパーカーや荒唐無稽な設定のレースものとは違い、国産車のチューニングを扱った草分け的な作品である。作中ではチューニングのほか、連載当時研究・開発されていた自動車の最新技術についても取り上げており、シリーズ中盤からはその先端技術を導入した車種も登場している。
読み切りとして2本発表後、『週刊少年ジャンプ』（集英社）1982年44号から1985年13号に連載された。ただし人気の低迷から1984年31号でいったん連載が中断し、テレビアニメ化決定後、PART2として同年39号より再開された（単行本などには「PART2」は表記されていない）。単行本は全12巻（文庫版全7巻）。連載前の読み切りは短編集『F-1倶楽部』に掲載された。
ストーリーは大きく分けて4つの大きなイベントと、その間をつなぐ細かいエピソードから成り立っている。連載当初は当時市販されていたスポーツモデルや旧車等、実車をメインとしたレースが中心となっていたが、連載中断・再開後はオリジナルマシンでのレースがメインとなり、実車の登場は少なくなっていった。

## あらすじ
東京にあるチューニングショップ「メカドック」（名前の由来は「Mechanical Doctor」の略で、車の医者という意味）に勤める主人公・風見潤。当初は店に出入りする常連客の求めに応じ様々なチューニングを行っていたが、自分が手がけた車を走らせているうちに他のチューニングショップとの関わりが生まれ、多くのレースに参戦することになる。

## 登場人物
登場人物の名前の由来については一部を除きジャンプコミックス（初版）の描き下ろしページに記載されている。

### メカドック
風見 潤（かざみ じゅん）
声 - 橋本晃一
主人公。チューニングショップ「メカドック」の技術面を一手に取り仕切るほか、レースイベントにはドライバーとしても参戦する。
熱血漢で素直だが、ドジな面もある。また、初期はチューニングに熱が入るあまり、オーダーされていない改造を客の車に無断で施すなど暴走気味の一面もあった。
彼のチューニングはボアアップやボルトオンターボ、ナイトラスなどのスープアップ系（排気量や出力を上げること）が大半だったが、中盤以降は駆動方式の変更や車体全体のバランス見直しなどが加わる。
一路以外の周囲の人物からは「風（ふう）さん」または「風見くん」、アニメ版では一路も含めて「潤」と呼ばれる。
本人は、ごく親しい友人（一路・麗子・久子・優・松桐坊主など。野呂のみ例外的にさん付け）はニックネームやちゃん付けで、それ以外の周辺の人物には必ずさんづけで呼びかけている（那智など自分を呼び捨てで呼ぶ人に対しても）。
人を見下したり天狗になるような態度は決して取らず、謙虚で誠実な性格が現れている。
原作の最終回ではF1のフェラーリチームのメカニックに加わるチャンスを得るが、彼の夢はメカドックとしてF1に出場することであり、結局このオファーを断り仲間たちと夢を追うことを選んだ。
名前の由来は、テレビドラマ『ダウンタウン物語』の登場人物、風見呼子の名字と「チューン」に似た響きをもつ潤との組み合わせ。なお、同姓同名の小説家・風見潤について、作者はその存在を知らないまま命名してしまったと記述している。
中村 一路（なかむら いちろ）
声 - 石丸博也
通称「いっつぁん」。メカドックの経理担当。
自動車整備専門学校を首席で卒業しているもののなぜかメカに弱く、整備やチューニングに手間取ったり失敗したりする。（一例としてタイヤ交換に多大な時間をかけた挙げ句、ブレーキのエア抜きを忘れるなど）
東日本サーキットGPではホンダ・シティターボII（通称『ブルドッグ』）を駆ってドライバーとして出場し、レーサーとしての優れた素質も見せ、那智を驚かせる。
友人との人間関係や友人の将来を広い視野で思いやれる思慮深い面を持つが、素直にそれを出すことができないので周囲（特に風見）に勘違いされることが多い。
また他人からの挑発に対して頭に血が上りやすく、トラブルメーカーかつムードメーカーの一面がある。そのときは普段の思慮深さが影を潜めて話を大きくしてしまう。
ゼロヨンGPでは那智に挑発されて、風見と那智の対戦を店の進退を賭けた勝負にしてしまったことがある（アニメ版ではそのような展開はない）。
モデルは作者の学生時代の親友。通称や性格も、ほぼそのままらしい。
野呂 清（のろ きよし）
声 - 玄田哲章
メカドックでは板金を担当。その技術は確かなもので、どんなボロボロの廃車でも見違えるようにきれいに仕上げることから、風見からは「鈑金の天才」と呼ばれている。関西出身。
温厚な性格で、しばしばチューンや店の方針を巡って対立する風見と一路の仲裁役になっている。
姓は大きい体格でゆっくりした（ノロい）イメージから、名はペインティングが得意なキャラクターということで山下清にあやかって名付けられた。

### 他のチューニングショップ
那智 渡（なち わたる）
声 - 井上和彦
チューニングショップ「チャンプ」のオーナー。ロータリーエンジンを好み、マツダ・サバンナRX-7（SA22C型）のチューニングを得意とする。最初に風見と出会ったときはチューンの腕前・ドライビングテクニックとも風見を見下していたが、キャノンボールトライアルでのバトルを通じて風見を自身のライバルとして認める。
ゼロヨンGPで風見との互いの店の看板を賭けた勝負に敗れ、「チャンプ」を閉店してメカドックに加わるが、東日本サーキットGP終了後はメカドックを離れる。
ニヒルでプライドが高いが、一度口にしたことは守る男らしさを持つ。やや執念深い上に他人を見下す口調が多く、爽やかさに欠けるところがあるが、メカドック加入時には明るい一面も見せた。
原作のサーキットGP編では風見にフェアレディZを、アニメ版のゼロヨンGP編ではCR-Xを盗まれたメカドックに代替のCR-Xを提供した。
クールなイメージということで、声優の野沢那智をもとに名付けられた。
渡辺 俊光（わたなべ としみつ）
声 - 石塚運昇
通称「ナベさん」。チューニングショップ「レーシングワタナベ」のオーナー。
日産・フェアレディZ（S30型）にこだわりを持つ「チューナーの神様」。
メカドックのスタッフ一同がメカドックを開く前から目標にしていた人物であり、風見が一番尊敬する人。
風見・那智と長年にわたり三つ巴の戦いを繰り広げるが、ゼロヨンGPで風見に敗北後、チューナー・ドライバー引退を表明。
ところが東日本サーキットGP直前に突然「夢幻」からの復帰を発表し、メカドックのスタッフ一同を驚かせた。
実はこの時既に白内障を発症しており、それを知りつつ同イベントに強行参加するが、レース終了直前には失明寸前のところまで追い込まれる。
それでも神懸り的なドライビングテクニックで最後まで風見・那智らを苦しめたが、結局同イベントを最後にチューナー・ドライバーを引退した。
風見や那智といった若手チューナーが乗り越えなければならない「壁」として、度量の大きい大人の男として描かれているが、露崎いわく、若い頃の渡辺は那智にそっくりな性格だったらしい。
若者があこがれる偉大なチューナーとしてのイメージは、当時の有名チューナーのひとり、雨宮勇美がモデルと言われている。
アーケードゲーム『戦国大戦』と『月刊コミックゼノン』がコラボレーションを行った際、武将・渡辺長を次原がデザインしており、彼がモチーフになっている。
露崎 武士（つゆざき たけし）
声 - 小林勝彦
北海道のチューニングショップ「紫電改」のオーナーで、渡辺の師匠。
渡辺のマシンでさえエンジン音を聞いただけで調整の必要性を指摘するほどの知識と経験を持つ、チューニング界の生き字引のような人物。
戦時中は当時学生だった渡辺とともに局地戦闘機紫電改の開発に携わったという。
紫電改の前身「露崎モータース」時代はレーサーとしても活躍したが、あるレースで渡辺が自分を破り優勝したのを機にドライバーを引退。
年配だが年寄り扱いされるのは嫌いらしく、それを言われるとやんわりと拒否する。
頑張っている若手チューナーを応援したい一心から、時におせっかいな一面を見せる。
アニメ版東日本サーキットGP編では夢幻のスーパーバイザーとして登場し解説として実況ヘリにも同乗している。
東條 誠（とうじょう まこと）
声 - 田中秀幸（8話）→堀内賢雄（28話）→小滝進（現・大滝進矢）（29話）
チューニングショップ「ハイギャード」のチューナー兼ドライバー。
キャノンボールトライアルで風見を良きライバルと認めた最初の人物。
那智同様プライドが高いが、風見が事故を起こしそうになったときに心配したり、自分がクラッシュした際に駆け寄ろうとした風見を制止してレース続行を促したり、風見の車やドライビングテクニックを軽く褒めるなど、那智に比べると友好的で爽やかな性格である。
チューニングポリシーは「与えられた高性能ではなく、作り出す高性能」。
キャノンボールトライアルではツインエンジン搭載のピアッツァで勝負し、東日本サーキットGPでは逆の発想か、軽量のMR2でハイパワー車をぶっちぎろうとしていた。
キャノンボールトライアルではリタイア、ゼロヨンGPは不参加であったが、東日本サーキットGP、MITOコンツェルン編での大会では、スコアボードベスト10圏内の常連であることから、チューナー・ドライバーの腕はともにかなりのものである。

### メカドックの関係者
神崎 周治（かんざき しゅうじ）
声 - 大平透
喫茶店「パドック」のマスター。
「パドック」はメカドックにより改造されたバスを店舗にしており、作中の登場人物たちの溜まり場になっている。ストーリーの最初は普通の店舗だったが、#登場車種での理由によりバス店舗になった。
神崎 しのぶ（かんざき しのぶ）
声 - 高田由美
マスターの娘で「パドック」唯一の店員。
アニメでは孫娘で、「パドック」を窮地から救ってくれた風見に思いを寄せている、少々ヤキモチ焼きの女子高生と設定されている。
小野 誠三郎（おの せいさぶろう）
声 - 加藤正之
小野麗子の父親で交通機動隊所属の警察官。メカドックの常連の一人で松桐坊主の天敵。
ケンメリスカイラインのパトカーに乗っており、本人はそのパトカーを県警一のパトカーと自負する。アニメでは他の市警より着任し、パトロールカーではなく白バイに乗って登場している。
小野 麗子（おの れいこ）
声 - 日髙のり子
通称「女暴小町（すけぼうこまち）」。一人で活動する暴走族（違法競走型）。
ファッションなのか、レーシングスーツを着用している。
初登場回では誠三郎が授業参観に赴くシーンがあることから、登場初期の設定は免許取得可能年齢である18歳の女子高生らしい（アニメ版では女子大生の設定）。
愛車はトヨタ・スポーツ800（通称・ヨタハチ/UP15型）。
誠三郎は上記の通りメカドックの面々とも仲が良いが、娘の活動は知らない。
父に活動を知られたくないために、店で「小町」と呼ばれることを極度に嫌がる。
チューニングした松桐坊主の車を試運転中の風見を、彼とは知らずバトルを挑んで知り合って以来、メカドックに出入りするようになり、次第に風見に好意を抱くようになる。
風見と交際しているわけではないが、渡辺には「風見くんはいい彼女をもって幸せだな」とからかわれたこともある。
当初はシリアス路線だったが次第にギャグ路線のキャラクターになっていった。
東日本サーキットGP編ではレース車用の資金を工面するためヨタハチを売ってしまったが、南条からトヨタ・2000GTを借り受け、南条（アニメでは早坂）・松木と共に「チームMDM」（MDMは「メカドックもどき（MechaDoc Modoki）」の略）を結成して参戦した。ヨタハチはその後に買い戻した。
名前は小野小町と大原麗子から付けられた。
「レストアガレージ251」のトヨタスポーツ800編にて、扉絵に1カットだけ登場している）。
早坂 優（はやさか ゆう）
声 - 佐々木るん
交通課の交通巡視員でスズキ・セルボのミニパトを駆る。
違反者を取り締まる事に異様なまでの情熱を燃やしており、ミニパトをメカドックに持ち込みチューニングを依頼するなど、いささか暴走気味な一面も見られる。
作中に登場した違反常習者曰く「恐怖のはりきり巡視員」。風見に好意を寄せるも気持ちを表せない。
麗子の愛車であるヨタハチを意識してか、後にホンダ・S800（通称・エスハチ）を愛車とする（原作のみ）。
名前は髪型のモデルにした早見優に由来。
松桐坊主
読みは「まつきりぼうず」。 メカドックによく出入りする暴走族。中村いわく「金欠で有名な、おちこぼれ暴走族」。
この作品のコメディリリーフ的存在。
交機の小野誠三郎（麗子の父）が天敵。
車両はトヨタ・セリカ1600GTV（TA22型）。金払いが悪いため、ルーフには大きな初心者マークのペイントが入っている。
名前の由来は花札遊びの一つ、花合わせの役から。メンバーは以下の3名。
松木 千明（まつき ちあき）
声 - 二又一成
リーダー格。しかし作中のやりとりから桐島とは同格で、坊主（月成）は弟分にあたるらしい。
名前は作者の高校時代の友人をもじって付けられた。
桐島 桐人（きりしま きりと）
声 - 堀内賢雄
メンバーで唯一硬派な男。松木とは互いに「松」「桐」と呼び合う。
松木の軟弱さに呆れて寝返りを打ち一時は脱退するものの、結局自分が松木のブレーキ役にならないとダメだと悟ったのか、復帰する。
名前は、井上ひさしの著書「吉里吉里人」からひらめいたらしい。
連載開始前の読み切りの時は「桐 桐人」という名前だった。
月成 彦六（つきなり ひころく）
声 - 鈴木三枝（現･一龍斎貞友）
坊主頭の少年で松木、桐島の弟分。他の2人を「兄ィ」「兄貴」などと呼び、親愛の情を示している。
その二人からは原作初期は「月成」、原作後期やアニメでは「坊主」と呼ばれている。
「〜でやんス」という噺家のような言葉遣いを見せる。
苗字の月成は作者の卒業名簿から、名前の彦六は落語家の林家彦六からそれぞれつけられた。
聖 おイカ（ひじり おイカ）
声 - 京田尚子
通称「おイカばあさん」、解体屋・聖（ひじり）のオーナー。
口は悪いが風見たちのことを気に入り、いろいろ世話を焼いてくれる。
アニメではメカドックがレースに出るときは、レース車を積むトラックの運転まで担当してくれる。
原作では風見がこの解体屋から「パドック」用の中古バスとキャノンボールトライアル出場用のセリカXXの事故車（アニメ版も）を調達した。

### その他
兵藤 千里（ひょうどう ちさと）
声 - 幸田直子
ゼロヨンGPの主催を務めた「夢幻」のオーナー。一路の高校の先輩で、元バイク乗りだった。
身内が経営する財閥の力を借り、セラミックエンジンの開発に心血を注ぎ、全国から優秀なチューナーを引き抜き究極のマシンを作る「夢幻計画」を発表する。
性格は攻撃的で、目的のために少々荒い手段に出ることもある（風見のスカウトのために、トレーラーを使って拉致しようとした）。
しかしレースにかける情熱は真摯で、東日本サーキットGPでは風見や五十嵐をプロトレーシング（宇佐美誠）の強引なアタックから護るために、自らのマシンを犠牲にした。
五十嵐 充（いがらし みつる）
声 - 中原茂
東日本サーキットGP編より登場。
以前はコンピューターにしか興味がなかったが、風見に憧れチューナー兼ドライバーになった少年。
「夢幻」のもとで得意のコンピュータ技術を使い、レース専用マシンの設計にも携わり、ドライバーの一人としてレースにも参加する。
天才的なコンピュータスキルに比べ運転技術は未熟で（那智から原作では「俺の敵ではないぜ」と言われ、アニメでは坊や呼ばわりされていた）、自慢のマイコン制御システムが使用不能となったことにより自信を失うが、渡辺のアドバイスおよび風見たちに刺激され、やがてドライビングセンスを開花させてゆく。
父親の五十嵐辰也はかつて露崎の下で渡辺と腕を競った天才チューナーだったが、事故により若くして命を落とした。
原作の最終レース（MITO NEO編）では一線を退いた渡辺に代わり「レーシングワタナベ」の後継者として登場し、風見たちに勝負を挑む。
三堀 隆志（みつぼり たかし）
声 - 秋元羊介
架空の自動車雑誌「週刊モータージャンプ」の編集長。キャノンボールトライアルを企画・開催した人物。
アニメでは編集者の立場を超えて渡辺と昵懇であり、レーシングワタナベの実質的なスポークスマンとして描かれている。
名前は、当時次原のアシスタントをしていた人物の名をもじってつけられた。

### 原作のみ登場
那智 徹（なち とおる）
神奈川県警特別高速隊に所属する警察官で、渡の双子の弟。渡との外見の違いはほくろの有無のみ。
表向きはキャノンボールトライアル出場者を検挙すべく、自身がチューニングしたシルビアのパトカーで風見たちを追いかけていた。しかし本心では兄の渡に猛烈な対抗意識を持っており、ナベさんの発した言葉によって検挙を諦め3人に勝負を挑んでいく。勝負の途中で彼らを待っていた暴走族が道路を塞いでいて、先で検問をしている警察隊をつぶす暴走族を追いかける役を引き受けたが暴走族が検問手前で脇道に逃げてしまい、暴走族を追いかけて行ったパトカーがいなくなり唯一検問場所に停まっていたパトカー（ポルシェ）に滑ったふりをして突っ込み、キャノンボール続行を手助けした。
南条 久子（なんじょう ひさこ）
青山通りにある女性向けのドレスアップ中心のカーショップ「美酒蘭（ミシュラン）」のオーナー。
麗子と車のドレスアップについて揉めた事から風見達と関わり合いを持つようになる。本気かどうか不明だが、中村をかなり気に入っている。
潤沢な資金があるらしく、レース車を盗まれたメカドックに車（CR-X）を提供したり、レース用に自身のフェラーリ・308GTBの購入およびヨタハチを売ってしまった麗子へのトヨタ2000GTの貸与をしている。
同郷の漫画家「北条司」と、当時のスタッフのペット「チャコ」をもじって名付けられた。
霜宮 勇美（しもみや いさみ）
東日本サーキットGPにて解説を担当した。モデルはRE雨宮の雨宮勇美で、本人そのものをスライドした設定。
三戸 光圀（みと みつくに）
三戸コンツェルン会長。メカドック潰しを企む組織の中心人物が自社幹部だったことから風見達と関わり合いを持ち、やがて自らの設立した自動車会社のメカニックとして風見と那智を引き抜こうと画策する。
解体屋のがらくたで自動車を組み上げたことから、メカニックの知識と技術も持ち合わせている。
また、自ら燃費競争のドライバーとして参加するほどのレース好きである。
名前は水戸光圀に由来。

### アニメのみ登場
須賀六狼（すかろくウルフ）
声 - 若本紀昭（現・若本規夫）
横須賀周辺を荒らし回っている暴走族で、時々メカドックや松桐坊主と対立する。
本名は不詳だが、幼少のころの学校（分教場）の先生だったみな子（声・勝生真沙子）からは「かずちゃん」と呼ばれていた（17話）。
那智 知世（なち ともよ）
声 - 麻上洋子
渡の妹。チューニングショップ「チャンプ」で兄の渡を手伝っている。15話より登場。
水木 シュンスケ（みずき しゅんすけ）
声 - 大塚芳忠
チューニングショップ「チャンプ」のチーフメカニック。知世と同じく15話より登場。

## 登場車種
ここではメカドック所有の車両とレースに登場した主要車種を紹介する。
メカドックの所有車両
原作
- トヨタ・タウンエース（R10系後期型）

キャノンボール編より登場。
- ホンダ・プレリュード（AB型）

単行本12巻に登場。
- ホンダ・ストリーム

単行本5巻と12巻に登場。
アニメ版
- スバル・360

1話より登場。ピンクの塗色にロータリーエンジン＋ターボを搭載している。
- 日産・キャラバン（E23型）

キャノンボール・トライアル編のみ登場。
パドックのバス店舗
ストーリー中にメカドックのメンバーがたまり場にしている店舗。原作とアニメ版とでバス店舗になった経緯が異なる。
原作ではパドックのマスターが業績不振により店舗をたたむことを思い、工事現場で仕事を始めるが転落事故を起こし入院。新しい売りを作るためにバス店舗にすることを考え、解体屋の聖からバスを30万円で購入。パドックの備品を使いメカドックが改装した。
アニメ版では、ストーリー当初バスの移動店舗だったメカドックが、松桐坊主の紹介でパドックのマスターと会い、須賀六狼との戦いを見て「バスでは本格的なチューンナップは無理」と言うことで、パドックの店舗とメカドックのバスを交換する形でバス店舗になった。
キャノンボール・トライアル編
アメリカで1970年代に行われたレースイベント「キャノンボール」に日本からチームを送り込もうと、自動車雑誌「モータージャンプ」（架空）が日本代表を決定するための予選イベントを実施することに。千葉県の九十九里浜をスタートし、神奈川県の江ノ島にゴールするイベントで、スタートからゴールまではどの道路を通ってもよいというルールである。ただしイベント自体は警察庁の認可を受けていない本場同様の道路交通法お構いなしのガチンコバトルであり、途中でイベントの存在を知った警察が大規模な検問を敷きイベントの阻止に動く中、風見らトップグループの車はそれを突破しゴールへ車を走らせようとする。
主な出場車両
メカドック
- トヨタ・セリカXX（MA61）（メカドック・セリカXX）:風見潤（カーナンバー38）

レースに参加するために事故車を仕入れて来たもの。ツインターボ装備、バルブの拡大、パワーインジェクターとEFI装備、ボアアップ、ナイトラス（NOS）キットの装備、ブレーキ強化。セリカXXの後継車となる「スープラ2.5GTツインターボ」を先取りしたようなチューニングが施されている。
原作版ではシルバー・ダークグレーメタリックのツートンカラーだが、アニメ版ではより主人公メカらしく見栄えが良くなるようにと赤・黒のツートンに変更された。
原作最終話ではCR-X・グレーサーZとともに保管されている描写がある。
チャンプ
- マツダ・サバンナRX-7（SA22C）:那智渡（カーナンバー1）

12A⇒13Bへ換装　サイドポート式からペリフェラルポート式へ変更・エアロパーツによる空力特性改善。ナイトラス（NOS）キットの装備。
レーシングワタナベ
- 日産・フェアレディZ 280Z（S130）:渡辺俊光（カーナンバー7）

空力特性改善。変速機を商用車仕様のものに換装し、最高速度よりも加速性を重視。

その他
- いすゞ・ピアッツァ（JR130系）:東條誠（ハイギャード・カーナンバー8）

ツイン・エンジンを搭載し強烈なパワーを見せるが、車重増に対してブレーキ強化を行っておらず、それが原因でリタイア。
- 日産・スカイラインHT GT-R（KPGC10、KPGC110）、4ドア GT-R（PGC10）:二階堂（声 - 島田敏）・村上・藤重（チームGT-R・カーナンバー13 - 15）

KPGC110はエンジンをL28型に換装、ツインSUキャブ装備。排気量を3.5リットルまで拡大。
３台でフォーメーションを組むというチームプレーで戦うが、風見に敗れる。
- トヨタ・セリカ（TA22）
- セリカターボシルエット300馬力　ホイールにパンクスピナーを装備し、並走した相手をパンクさせるという卑怯な戦法を使うが、風見に敗れる。
- トヨタ・スポーツ800（UP15）
- 日産・パルサーEXA（N12）:名前なし（原作）/伊宝貴志（声 - 中村秀利）（アニメ）（カーナンバー4）

ミッドシップ・後輪駆動に改造。

取り締まり警察車輛
- 日産・シルビア（S110）:那智徹（神奈川県警のパトカー・原作のみ）

圧縮比アップ。
※ほかにもポルシェのパトカーも登場（原作のみ）するが、途中乱入の暴走族を逃がすために徹のシルビアに体当たりされた。
ゼロヨングランプリ編
難病で入院している野呂の母の手術費を賄うべく、全日本ゼロヨングランプリ（以下GP）に出場を決めた風見らメカドック一同。キャノンボール・トライアルでトップ争いを演じた他のショップの車と今度はドラッグレースで対決をする。風見の秘策が詰まった、CR-Xミッドだったが、完成直後盗難に遭い、もう1台新たにCR-Xをチューニングして出場することとなった。原作・アニメ、共に決勝のタイムが公表されていない。
主な出場車両
メカドック
- ホンダ・バラードスポーツCR-Xミッドシップ仕様（CR-Xミッド）:風見潤（カーナンバー111）

ミッドシップ・後輪駆動に改造。ターボラグの発生を抑える独自のシステムを搭載。ボアアップを行っている。シルエットフォーミュラ風の外観に改造し、空力特性改善。レース中に、タイヤ径の変更およびギア比の変更を行った。
チャンプ
- マツダ・サバンナRX-7（SA22C）トリプルローター＆トリプルターボ仕様:那智渡（カーナンバー3）

フロントミッドシップ。エンジンをトリプルローターに改造。露崎のセリフからターボを装着したのは対メカドック戦寸前。それ以前はNAで戦った模様。
アニメ版ではキャノンボール編で使われた車両をベースにゼロヨン仕様に改造を施している。そのために部品目的でもう1台同じRX-7を購入するよう那智が水木ら部下に指示するシーンがある。
レーシングワタナベ
- 日産・フェアレディZ（240Z S30）ゼロヨン仕様:渡辺俊光（カーナンバー1）

ヘッドライト撤去。パイプフレーム化しているようで、ボディ＝FRPカウルへ変更・ホイールベースおよびトレッド拡大・低重心化など
夢幻
- 夢幻RX-7：兵藤千里

マツダ・RX-7を模したカウルを使用しているが、セラミックエンジンやレーシングカー並みの足回り等を搭載しており、中身は市販車のRX-7とは全くの別物になっている。
その他
- トヨタ・ソアラ(Z10) ゼロヨン仕様（ハイパーソアラ）：紫電改（カーナンバー6）
- ホンダ・バラードスポーツCR-X　ミッドシップ仕様:スピードパンサー（カーナンバー49）

元々はメカドックの車だったものを、テスト走行時にヘリを使って盗み、塗装を変えて出場。
- 三菱・スタリオン:デッド・スクランブル（カーナンバー4）

チューニングベースとしてあまり使われないG54B型のチューニングに挑み、参加車輛で随一の出力390PSを誇る。
- 日産・スカイラインGT-R：ロードスター（カーナンバー9（原作のみ））

ドライバーは白鳥充（声・鈴置洋孝）だが、車種が原作ではチョップドルーフのKPGC10でアニメ版ではフルチューンのKPGC110と異なっている。
東日本サーキットGP編
前回のゼロヨンGPを主催した「夢幻（むげん）」が、今度は富士スピードウェイ・鈴鹿サーキット・筑波サーキットと3サーキットを結ぶ高速道路を舞台とした大規模なレース「東日本サーキットGP」を企画する（キャノンボールトライアルとは異なり、レース開催に当たり警察および関係官庁の許可を得ており、コースとなった高速道路およびサービスエリア、ならびに一般道路はレース中完全封鎖された）。このイベントに招待されたメカドックは、新たにメカドックに加わった那智らの協力を得つつ、過去に例を見ない長距離レースに、風見のグレーサーZ、那智のRX-7、中村のブルドッグの3台のマシンを出走させる。
主な出場車両
メカドック
- 日産・フェアレディZ（Z31・300ZX）フルタイム4WD仕様:風見潤（カーナンバー5）

モデルチェンジでZ31型がGTカーと化したと嘆く風見潤が「Zは最強のスポーツカーでなければならない」というポリシーのもとに「グレーサーZ（グレートレーサーＺの略）」として仕上げた１台。VG30ETをツインターボ化、インタークーラー装備、ボアアップ。さらにスバル・レオーネのメカニズムを移植することでフルタイム4WD化している。カラーリングは原作ではシルバーと黒のツートンカラーであるが、アニメでは赤と黒のツートンカラーに変更された。
「V6ツインターボ＋フルタイム4WD」という発想は、後の三菱・GTOを先取りしていたかのようである。
- マツダ・サバンナRX-7（SA22C）３ローター搭載・エアロパーツ装着でワイドボディー化:那智渡（カーナンバー4）後のユーノスコスモ3ローターを先取りしていたようなチューニングである。
- ホンダ・シティターボII・富士フレッシュマン仕様・ボアアップ（ブルドッグ）:中村一路（カーナンバー6）

夢幻
- ペガサス:兵藤千里（カーナンバー1）

本作オリジナル車。ノッチバックタイプのクーペボディを持つ。車体に装備された超音波センサーとマイコンにより最速の走行ラインを算出し、データを他車に転送可能な機能を持つ。劇中ではボブキャットのサポート役を担当した。
- ワタナベスーパースピリット:渡辺俊光（カーナンバー2）

本作オリジナル車。基本性能はペガサスに準じているが、プロトタイプレーシングカーのボディを持つ。
- ボブキャット:五十嵐充（カーナンバー3）

本作オリジナル車。基本性能はペガサスに準じているが、ウェッジシェイプのボディを持ち、レース走行に特化した設計となっている。前述のマイコン機能により技術が未熟なドライバーでもプロと同じレベルで走行が可能。童夢-零に似たデザインである。
プロトレーシング
- ポルシェシルエット:宇佐美誠（カーナンバー7）
- シルビアシルエット:（カーナンバー8）
- スカイラインシルエット:（カーナンバー9）

チームMDM
- フェラーリ・308GTB:南条久子（アニメでは早坂優）（カーナンバー32）
- トヨタ・2000GT:小野麗子（カーナンバー33）
- トヨタ・セリカ1600GTV（TA22型）:松木千明（カーナンバー31）

その他
- 日産・スカイラインRS（R30）
- 日産・シルビア（S110）
- トヨタ・MR2（AW11）:東條誠（カーナンバー40）コーナーリング重視のチューニング。「昔のお前はもっと凄かった」と風見に挑む。
- 日産・フェアレディZ（Z31・300ZX）・日産ワークスカー　原作での通称はレーシングZ:小早川 卓（声・喜多川拓郎）（カーナンバー46）原作では常磐道にてグレーサーZとのバトルの末エンジンブローを起こしてリタイヤ。

MITOコンツェルン編
新たにカロッツェリア方式での自動車業界への進出を試みる大手財閥「三戸コンツェルン」が、そのチーフエンジニアとして風見をスカウトしようとする。メカドックを離れたくない風見はその誘いを断ろうとするが、結局三戸コンツェルンの会長との「マイレッジ・マラソン」で対決することになる。
MITO NEO編
三戸が開発した本格スポーツカーNEOを用いたワンメイクレースを開催。風見はこれまで戦った面々、そして那智と再び勝負することとなる。

参加メンバーは上記のマイレッジマラソンでの上位10チーム。
- 主な出場者（カーナンバー順）
  - カーナンバー1 那智渡（無所属）

ファインチューン・トレッド・ホイールベース拡大・ジオメトリーの適正化。
  - カーナンバー2 風見潤（メカドック）

ファインチューン・トレッド・ホイールベース拡大・ジオメトリーの適正化。
  - カーナンバー3 五十嵐充（レーシングワタナベ）

ターボを取り外しスーパーチャージャーを装備（ただし、レース中にターボを追加しツインチャージャーとした）。
  - カーナンバー4 池田奏（紫電改）
  - カーナンバー5 東條誠（ハイギヤード）
  - カーナンバー6 兵藤千里（夢幻）
  - カーナンバー7 三宅裕司（RE霜宮）
  - カーナンバー8 秋元たつひこ（秋元レーシング）
  - カーナンバー9 不明（JAN?）
  - カーナンバー10 不明（MOZレーシング?）

## テレビアニメ
1984年9月1日から1985年3月30日まで、フジテレビ土曜日18:30 - 19:00の枠で放送された。全30話。制作はタツノコプロ。原作の東日本サーキットGP編までアニメ化されている。
フジテレビの土曜夕方6時台後半は、この作品から同時ネット局の一部を除きローカルセールス枠に格下げされたため、遅れネットとなったり、放送しなかった系列局も少なくない。また、石川テレビ（1986年）や山陰中央テレビ（1988年）の様に、本放送終了から数年経過して放送した局もあった。
アニメでは舞台を横浜とし、改造バスで流しのチューニングショップ「メカドック」を営んでいた風見たちが松桐坊主の紹介で喫茶店「パドック」のマスターと孫娘に出会い、店の用地とバスを交換しバスを移動喫茶店の新生「パドック」、旧パドックの土地をメカドック店舗とするところから始まる。他にも誠三郎や優が所属する警察組織を「横浜市警」としたり、マスコット的車両としてチューニングを施したピンク色のスバル360を登場させるなどの変更点がある。また、当時は自動車業界がハイパワー競争時代に突入し、原作で登場した車がアニメ放映の頃にはマイナーチェンジによりさらなるハイパワー化がなされ、原作ではノンターボだったスカイラインやピアッツァがアニメではターボ搭載のバージョンとして登場している。
なお、車両音には有名チューニングショップの協力により実際に車から採取した音声を使用している。また、物語の柱となる3つのレースの実況アナウンサー役には橋本テツヤを起用した。
当初、チーフディレクターは貞光紳也が予定されていたが、アニメ映画『BIRTH』の製作が遅れたため貞光が降板、うえだひでひとが担当することになったという裏話がある。
2003年12月21日にジェネオンエンタテインメントより全話収録のDVD-BOXが発売された。
2006年7月18日から、USENグループの「GyaO」にて、同年10月4日からYahoo! JAPANの「Yahoo!動画」で、全話無料配信された。また、同じく2006年10月よりCSMONDO21において全話が放送された。
2012年8月20日より、ニコニコ動画のタツノコプロ公式チャンネル「タツノコ劇場」において、公式配信が行われている。一度に5話ずつ配信され、公開から1週間は無料、以後は有料となる。
2013年7月26日にBlu-ray BOXが発売された。

### スタッフ
- 製作 - 吉田健二
- 原作 - 次原隆二（連載誌 - 『週刊少年ジャンプ』（集英社刊））
- 企画 - 井上明（タツノコプロ）、内間稔（読売広告社）
- シリーズ構成 - 寺田憲史
- キャラクターデザイン - 竜の子アニメ技術研究所、佐久間信計・上北ふたご
- メカニックデザイン - アンモナイト
- 音楽 - 高橋洋一（演奏 - 高橋洋一バンド）withコロムビアオーケストラ
- 制作担当 - 石川光久
- 文芸担当 - 関島眞頼
- オープニングアニメーション - 井口忠一
- 美術監督 - 佐藤広明
- プロデューサー - 前田和也（フジテレビ）、大野実（読売広告社）、 田村常夫（タツノコプロ）
- subプロデューサー - 宮崎繁（タツノコプロ）
- チーフディレクター - うえだひでひと
- 動画 - 三四郎、ダブー、ACプロダクション、アニメ浪漫、竜の子アニメ研究所
- カラーデザイン - 脇喜代子、大沢葉衣、渡辺範子
- 検査 - 川田正幸、真田芳生、運上勢、本田春美、国玉隆、松沢雅美
- 仕上 - カラーセンター、竜仕上センター、京都アニメーション
- 特殊効果 - 朝沼清良、村上正博
- 撮影 - スタジオ・ウッド、アニメフレンド
- 編集 - 三木幸子、厨川治彦、吉田ちひろ
- 進行 - 内田成敬、桜井弘明、熊谷雅晃、山田斉、柏倉邦彦、菅功輝、浅井良仁
- 録音制作 - ザック・プロモーション
- 録音ディレクター - 清水勝則
- 録音スタジオ - 新坂スタジオ
- 録音 - 中村修、蒲原英一、しばぜん
- 録音助手 - 蒲原英一、しばぜん
- 効果 - 加藤昭二、野口透（アニメサウンドプロダクション）
- 現像 - 東洋現像所
- 録音・取材・協力 - OZレーシング、JUNオートメカニック
- 企画協力・制作協力 - 読売広告社（※ノンクレジット）
- 制作 - フジテレビ、タツノコプロ

### 主題歌
オープニングテーマ - 『よろしくチューニング』
エンディングテーマ - 『君にWoo…!』
作詞 - 寺田憲史 / 作曲・編曲 - 河内淳一 / 歌・演奏 - STR!X / レーベル - 日本コロムビア

### 各話リスト
| 話数   | 放送日        | サブタイトル         | 脚本     | コンテ         | 演出       | 作画監督   | キャラデザイン    | メカデザイン | 動画作監     | 美術担当          |
| ------ | ------------- | -------------------- | -------- | -------------- | ---------- | ---------- | ----------------- | ------------ | ------------ | ----------------- |
| 第1話  | 1984年 9月1日 | 青春チューニング     | 寺田憲史 | うえだひでひと | 石山タカ明 | 佐久間信計 | 佐久間信計        | アンモナイト | 華房泰堂     | 佐藤広明 山元健生 |
| 第2話  | 9月8日        | 爆走! ルンルン小町   | 寺田憲史 | 小島正幸       | 鈴木幹雄   | 野崎恒伸   | 上北姉妹          | アンモナイト | 四谷中       | 山元健生          |
| 第3話  | 9月15日       | 土曜の夜のターボII   | 寺田憲史 | 石山タカ明     | 田中宏之   | 高野太     | 上北双子          | アンモナイト | 鈴木ゆかり   | 沢井裕滋          |
| 第4話  | 9月22日       | 盗みのライセンス     | 曽田博久 | 澤井幸次       | 澤井幸次   | 本橋秀之   | 加藤茂            | アンモナイト | 金子浩司     | 佐藤広明          |
| 第5話  | 9月29日       | つぶし屋ジョーカー   | 寺田憲史 | 小島正幸       | 小島正幸   | 野崎恒伸   | 上北双子          | 上北双子     | 四谷中       | 山元健生          |
| 第6話  | 10月6日       | ライバルはRX-7       | 寺田憲史 | 石山タカ明     | 石山タカ明 | 山田高一   | 上北実那          | 上北希沙     | 鈴木ゆかり   | 佐藤広明          |
| 第7話  | 10月13日      | 挑戦キャノンボール   | 寺田憲史 | うえだひでひと | 田中宏之   | 佐久間信計 | 佐久間信計        | 上北双子     | 華房泰堂     | 沢井裕滋          |
| 第8話  | 10月20日      | ぶっちぎれスカG軍団  | 寺田憲史 | 小島正幸       | 小島正幸   | 野崎恒伸   | 上北姉妹          | アンモナイト | 四谷中       | 佐藤広明          |
| 第9話  | 10月27日      | 伝説の男! スーパーZ  | 寺田憲史 | 澤井幸次       | 澤井幸次   | 井口忠一   | 上北双子 井口忠一 | 井口忠一     | 金子浩司     | 山元健生          |
| 第10話 | 11月3日       | 栄光のゴールを奪え!  | 寺田憲史 | 貞光紳也       | 貞光紳也   | 本橋秀之   | 本橋秀之          | 本橋秀之     | 華房泰堂     | 佐藤広明          |
| 第11話 | 11月10日      | 待ちぼうけパーティ   | 寺田憲史 | 澤井幸次       | 田中宏之   | 山田高一   | 上北実那 上北希沙 | 上北希沙     | 鈴木ゆかり   | 沢井裕滋          |
| 第12話 | 11月17日      | 走れ! 一路スペシャル | 曽田博久 | 石山タカ明     | 石山タカ明 | 加藤茂     | 加藤茂            | 加藤茂       | 金子浩司     | 佐藤広明          |
| 第13話 | 11月24日      | アクロバット大追跡   | 寺田憲史 | 小島正幸       | 小島正幸   | 野崎恒仲   | 上北実那 上北希沙 | 水村良男     | 鈴木ゆかり   | 山元健生          |
| 第14話 | 12月1日       | 激走! アイスバーン   | 武上純希 | うえだひでひと | 田中宏之   | 佐久間信計 | 佐久間信計        | 佐久間信計   | エドガー深町 | 佐藤広明          |
| 第15話 | 12月8日       | よみがえれ! チャンプ | 寺田憲史 | 澤井幸次       | 澤井幸次   | 山田高一   | 上北実那          | 上北希沙     | 鈴木ゆかり   | 沢井裕滋          |
| 第16話 | 12月15日      | 翔べ! スタントカー   | 曽田博久 | 貞光紳也       | 貞光紳也   | 本橋秀之   | 本橋秀之          | 本橋秀之     | 華房泰堂     | 斎藤孝市          |
| 第17話 | 12月22日      | つっ走れ! 港への道   | 小山高男 | 小島正幸       | 小島正幸   | 野崎恒仲   | 上北実那 上北希沙 | 水村良男     | 四谷中       | 山元健生          |
| 第18話 | 12月29日      | ゼロヨンGPへの招待   | 寺田憲史 | 石山タカ明     | 石山タカ明 | 井口忠一   | 井口忠一          | 水村良男     | 金子浩司     | 宮本清司          |
| 第19話 | 1985年 1月5日 | CR-Xスクランブル     | 寺田憲史 | 貞光紳也       | 貞光紳也   | 山田高一   | 上北実那          | 水村良男     | 鈴木ゆかり   | 沢井裕滋          |
| 第20話 | 1月12日       | まぼろしの10秒-02    | 小山高男 | 小島正幸       | 小島正幸   | 野崎恒仲   | 上北実那          | 上北実那     | 水村良男     | 斎藤孝市          |
| 第21話 | 1月19日       | 熱きデッドヒート     | 小山高男 | 澤井幸次       | 澤井幸次   | 本橋秀之   | 佐久間信計        | 佐久間信計   | 華房泰堂     | 山元健生          |
| 第22話 | 1月26日       | 夢のビッグエンド     | 寺田憲史 | 石山タカ明     | 石山タカ明 | 山田高一   | 加藤茂            | 水村良男     | 鈴木ゆかり   | -                 |
| 第23話 | 2月2日        | 全開! オールドパワー | 田口成光 | うえだひでひと | 国分寺男   | 佐久間信計 | 佐久間信計        | 佐久間信計   | 金子浩司     | 沢井裕滋          |
| 第24話 | 2月16日       | 届け! 逃亡者の願い   | 曽田博久 | 小島正幸       | 小島正幸   | 野崎恒仲   | 上北実那 上北希沙 | 水村良男     | 鈴木ゆかり   | 斎藤孝市          |
| 第25話 | 2月23日       | 解散! メカドック     | 寺田憲史 | 澤井幸次       | 田中宏之   | 山田高一   | 上北姉妹          | 水村良男     | 鈴木ゆかり   | 山元健生          |
| 第26話 | 3月2日        | 恐るべき夢幻計画     | 寺田憲史 | 石山タカ明     | 石山タカ明 | 佐久間信計 | 佐久間信計        | 佐久間信計   | 華房泰堂     | 宮本清司          |
| 第27話 | 3月9日        | 集結! サーキットGP   | 寺田憲史 | 国分寺男       | 国分寺男   | 浜崎博嗣   | 浜崎博嗣          | 水村良男     | 金子浩司     | 沢井裕滋          |
| 第28話 | 3月16日       | 疾走! 東名サーキット | 小山高男 | 小島正幸       | 小島正幸   | 窪岡俊之   | 四谷中            | 水村良男     | 斎藤孝市     | -                 |
| 第29話 | 3月23日       | 神様ワタナベの秘密   | 小山高男 | 澤井幸次       | 田中宏之   | 山田高一   | 上北姉妹          | 水村良男     | 鈴木ゆかり   | 山元健生          |
| 第30話 | 3月30日       | 青春アクセルオン!    | 寺田憲史 | 石山タカ明     | 石山タカ明 | 佐久間信計 | 佐久間信計        | 佐久間信計   | 華房泰堂     | 斎藤孝市          |

### 放送局
※放送日時はテレビ山梨、山陽放送以外は1985年2月時点、放送系列は放送当時のものとする。
| 放送地域       | 放送局         | 放送日時                  | 放送系列                      | 備考 |
| -------------- | -------------- | ------------------------- | ----------------------------- | --- |
| 関東広域圏     | フジテレビ     | 土曜 18:30 - 19:00        | フジテレビ系列                | 制作局 |
| 北海道         | 北海道文化放送 | 土曜 18:30 - 19:00        | フジテレビ系列                | |
| 宮城県         | 仙台放送       | 土曜 18:30 - 19:00        | フジテレビ系列                | |
| 山形県         | 山形テレビ     | 土曜 18:30 - 19:00        | フジテレビ系列                | |
| 福島県         | 福島テレビ     | 土曜 18:30 - 19:00        | フジテレビ系列                | [ 注 27 ] |
| 新潟県         | 新潟総合テレビ | 土曜 18:30 - 19:00        | フジテレビ系列                | 現・NST新潟総合テレビ |
| 富山県         | 富山テレビ     | 土曜 18:30 - 19:00        | フジテレビ系列                | |
| 福井県         | 福井テレビ     | 土曜 18:30 - 19:00        | フジテレビ系列                | |
| 長野県         | 長野放送       | 土曜 18:30 - 19:00        | フジテレビ系列                | |
| 静岡県         | テレビ静岡     | 土曜 18:30 - 19:00        | フジテレビ系列                | |
| 中京広域圏     | 東海テレビ     | 土曜 18:30 - 19:00        | フジテレビ系列                | |
| 近畿広域圏     | 関西テレビ     | 土曜 18:30 - 19:00        | フジテレビ系列                | |
| 広島県         | テレビ新広島   | 土曜 18:30 - 19:00        | フジテレビ系列                | |
| 福岡県         | テレビ西日本   | 土曜 18:30 - 19:00        | フジテレビ系列                | |
| 長崎県         | テレビ長崎     | 土曜 18:30 - 19:00        | フジテレビ系列 日本テレビ系列 | |
| 熊本県         | テレビ熊本     | 土曜 18:30 - 19:00        | フジテレビ系列 テレビ朝日系列 | |
| 秋田県         | 秋田テレビ     | 火曜 17:00 - 17:30        | フジテレビ系列 テレビ朝日系列 | |
| 石川県         | 石川テレビ     | 木曜 16:00 - 16:30        | フジテレビ系列                | 1984年9月20日から1985年5月9日まで放送。                                                                                               |
| 山梨県         | テレビ山梨     | 月曜 - 木曜 15:55 - 16:25 | TBS系列                       | 1986年に放送 |
| 岡山県・香川県 | 山陽放送       | 月曜 - 金曜 10:30 - 11:00 | TBS系列                       | フジテレビに本作品の権利が残っていた1986年7月22日 - 9月1日にベルト編成で放送。 本来のフジテレビ系列局の岡山放送での放送の有無は不明。 |
| 沖縄県         | 沖縄テレビ     | 金曜 17:00 - 17:30        | フジテレビ系列                | |

## 商品化
アニメ放送以前は東京マルイより、原作に準じた形でメカドックセリカXX、ワタナベスーパーZ、松桐坊主セリカ等の1/24スケールカーモデルキットが発売されていた。
アニメ本放送時にイマイ（今井科学）とアリイ（有井製作所）、エルエスの3社が、カーモデルキットのシリーズを共同展開した。塗装などの指定はアニメ版に準じていたが、パッケージでは原作の絵が使用されていた。同梱されていたリーフレットではアニメ版の展開を示唆した記事を掲載していた。スケールは1/24を中心として1/20の他にもプルパックゼンマイ式の1/32と、それより小さいスケールも発売されていた。また、1/24と1/20スケールには登場人物のフィギュアが付属していた。
本作の模型展開は、ガンプラのヒットに端を発したキャラクターモデルの隆盛を取り込む形でスケールモデルを展開した例の一つといえる。なおこの3社による共同での模型展開は同じ1984年にタツノコプロ製作の『超時空騎団サザンクロス』や国際映画社製作の『超攻速ガルビオン』でも行われ、アリイを除いた2社での模型展開作品としては1983年にタツノコプロが製作した『機甲創世記モスピーダ』が存在する。これらの共同展開の先駆けは、イマイとアリイが模型化に携わり「ポストガンプラ」としてヒットを記録した1982年のタツノコプロ製作作品『超時空要塞マクロス』で、そこからの繋がりが上記作品の模型化に発展し、その実績によってアニメ化に際し3社による模型化が実現した。
アニメ版のDVD発売やネット配信開始と前後して、フジミ模型が原作準拠でカーモデルキット（メカドックセリカXX、ワタナベスーパーZ、小町のヨタハチ、ハイギャードピアッツァ、ハイギャードMR2）を発売しているが、こちらは登場時の車両とは同一車種であるものの仕様が異なる部分がある（ワタナベスーパーZは3ドアハッチバックであるがキットはアイローネ仕様であったり、ハイギャードMR2は前期型のNA仕様であるがキットは後期型のスーパーチャージャー仕様であったりした）。2017年1月にセリカXXとピアッツァが3月にはワタナベスーパーZと小町のヨタハチが5月にはハイギャードMR2が再発売され、そして同5月にはセリカXXアニメバージョンのレッドが新発売された。2012年12月からは「ハイストーリー」ブランドで1/43スケールのレジンミニカーが登場しており、原作漫画に準じたカラーで製品化されている。2013年7月にはサークルKサンクス限定で1/64スケールのミニカーが登場したが、いずれも既存シリーズの流用品であり、作中におけるエアロパーツなどはオミットされている。
また、埼玉県川口市には本作から名前を取ったチューニングショップ「メカドック」がある。OPTION2 2005年11月号の掲載記事によると、本作に心酔し店名・ロゴの使用許可を得たとのこと。
2015年7月31日から9月15日まで、ソーシャルゲーム「ドリフトスピリッツ」と期間限定でコラボレーションイベントを行った。

## 特別編
2016年10月、本田技研工業の公式ホームページにて特別編となる「STEP WGN Modulo X編」が公開された。ホンダの広報担当者が本作の大ファンで、彼の原案ネームをベースに次原がオールカラーで作画している。2021年3月、「S660 Modulo X Version Z編」を公開。